# جوليانا فريري
جوليانا فريري (بالإنجليزية: Juliana Freire)‏ هي عَالِمَة حاسوب أمريكية، ولدت في القرن العشرين.

## وصلات خارجية
- الموقع الرسمي